# Bộ Giáo dục (Trung Hoa Dân Quốc)
Bộ Giáo dục (viết tắt MOE) (tiếng Trung: 教育部; Hán-Việt: Giáo dục bộ; bính âm: Jiàoyùbù; Bạch thoại tự: Kàu-io̍k-pō͘; Pha̍k-fa-sṳ: Kau-yuk Phu) là một bộ thuộc Hành chính viện Trung Hoa Dân Quốc (Chính phủ), có chức năng thực thi chính sách giáo dục và quản lý trường lớp công lập.

## Lịch sử
Bộ Giáo dục Trung Hoa Dân Quốc bắt nguồn từ Bộ Giáo dục, Khoa học, Thể thao và Văn hóa dưới chính quyền Đế quốc Nhật Bản, thực thể đã chiếm đóng Đài Loan vào năm 1895. Trong thời kỳ Đài Loan thuộc Nhật, tỷ lệ đi học của trẻ em Đài Loan tăng từ 3,8% vào năm 1904 lên đến 71,3% vào năm 1943. Trường học theo lối hiện đại được thành lập qua sự ra đời của hệ thống tiểu học, trong khi giáo dục bậc cao cho người Đài Loan vẫn hiếm hoi còn trường trung học và đại học lại chủ yếu dành cho công dân Nhật Bản. Tuy vậy, vẫn có những trường hợp đặc biệt khi người Đài Loan được học lên cao hơn và trong số này nhiều cá nhân tiếp tục sang Nhật Bản học tiếp.
Chính phủ Trung Hoa Dân Quốc ra đời tại Trung Quốc đại lục vào năm 1912. Sau khi Trung Hoa Dân Quốc dời sang Đài Loan vào năm 1949, Bộ Giáo dục Trung Hoa Dân Quốc đã được tái lập tại thành phố Đài Bắc.
Năm 2022, để giải quyết các khiếu nại từ nhiều cơ sở giáo dục đại học về hạn mức giới hạn theo tuần đối với số lượng người nhập cảnh vào Đài Loan, Bộ Giáo dục đã tiến hành cấp thêm chỗ cho sinh viên nước ngoài nhằm đảm bảo họ không bị từ chối nhập cảnh vào Đài Loan.

## Hợp tác quốc tế
Năm 2017, Bộ Giáo dục Trung Hoa Dân Quốc đã khởi động Chương trình Phát triển Tài năng trên nền tảng Chính sách hướng nam mới để thúc đẩy trao đổi giáo dục với Ấn Độ.
Tháng 11 năm 2023, Thống đốc tiểu bang Montana là Greg Gianforte thông báo rằng Văn phòng của Ủy ban Giáo dục Đại học Montana đã ký một biên bản ghi nhớ mới với Bộ Giáo dục Trung Hoa Dân Quốc nhằm xây dựng một chương trinh ngôn ngữ Quan thoại tại Đại học Montana ở Missoula, Montana (Hoa Kỳ) và một chương trình trao đổi giáo dục tại Đại học Công nghệ Montana. Sự hợp tác này diễn ra sau khi người ta chứng kiến một làn sóng sinh viên trường Montana Tech đến du học tại Đại học Khoa học và Công nghệ Minh Tân ở huyện Tân Trúc (Đài Loan) sau một biên bản ghi nhớ hồi năm 2022.
Tháng 12 năm 2023, Bộ Giáo dục Trung Hoa Dân Quốc đón tiếp một đoàn khách từ Đại học Scranton (Scranton, Pennsylvania, Hoa Kỳ) do Joseph G. Marina làm trưởng đoàn để tìm kiếm quan hệ đối tác với các trường đại học của Đài Loan. Chuyến đi này là sự tiếp nối của một loạt các đợt trao đổi giữa Đại học Scranton và Bộ Giáo dục Trung Hoa Dân Quốc. Kể từ năm 2010 đã liên tục diễn ra các chương trình phổ biến văn hóa Đài Loan, các buổi diễn thuyết và các liên hoan phim Đài Loan tại thành phố Scranton.

## Cơ cấu tổ chức

### Tổ chức chính trị
- Cục Kế hoạch
- Cục Giáo dục Đại học
- Cục Giáo dục Công nghệ và Nghề nghiệp
- Cục Giáo dục Suốt đời
- Cục Giáo dục Quốc tế và Giáo dục xuyên eo biển
- Cục Giáo dục Giáo viên và Nghệ thuật
- Cục Giáo dục Thông tin và Công nghệ
- Cục sinh viên và Giáo dục đặc biệt

### Bộ phận quản lý
- Vụ Thư ký
- Vụ Nhân sự
- Vụ Đạo đức Công vụ
- Vụ Kế toán
- Vụ Thống kê
- Vụ Pháp chế
- Ủy ban Giám sát Quản lý Hưu trí, Bồi hoàn, Từ chức và Chia tay dành cho giáo viên và nhân viên trường tư thục

### Cơ quan trực thuộc
- Cơ quan Quản lý thể thao
- Cơ quan Quản lý giáo dục K-12
- Cơ quan Quản lý phát triển thanh niên
- Học viện nghiên cứu giáo dục quốc gia
- Thư viện Trung tâm Quốc gia
- Viện bảo tàng sinh vật biển và thủy cung quốc gia
- Viện bảo tàng Khoa học Tự nhiên Quốc gia
- Viện bảo tàng Khoa học và Công nghệ Quốc gia
- Trung tâm Giáo dục Khoa học Quốc gia Đài Loan
- Đài phát thanh giáo dục quốc gia (Đài Bắc)
- Thư viện thông tin công cộng quốc gia
- Thư viện quốc gia Đài Loan
- Trung tâm Giáo dục Nghệ thuật Quốc gia Đài Loan
- Viện bảo tàng Khoa học và Công nghệ Hàng hải Quốc gia
- Trung tâm Huấn luyện Thể thao Quốc gia

## Danh sách cơ quan đại diện ở nước ngoài
Dưới đây là danh sách cơ quan đại diện ở nước ngoài của Bộ Giáo dục Trung Hoa Dân Quốc:
| Quốc gia   | Thành phố                  | Tên                                                                                                  |
| ---------- | -------------------------- | --- |
| Canada     | Ottawa                     | Phòng Giáo dục, Văn phòng Kinh tế và Văn hóa Đài Bắc tại Canada                                      |
| Canada     | Vancouver                  | Phòng Giáo dục, Văn phòng Kinh tế và Văn hóa Đài Bắc tại Vancouver                                   |
| Hoa Kỳ     | Washington, D.C.           | Phòng Giáo dục, Văn phòng Kinh tế và Văn hóa Đài Bắc tại Hoa Kỳ                                      |
| Hoa Kỳ     | Boston                     | Phòng Giáo dục, Văn phòng Kinh tế và Văn hóa Đài Bắc tại Boston                                      |
| Hoa Kỳ     | Thành phố New York         | Phòng Giáo dục, Văn phòng Kinh tế và Văn hóa Đài Bắc tại New York                                    |
| Hoa Kỳ     | Chicago                    | Phòng Giáo dục, Văn phòng Kinh tế và Văn hóa Đài Bắc tại Chicago                                     |
| Hoa Kỳ     | Houston                    | Phòng Giáo dục, Văn phòng Kinh tế và Văn hóa Đài Bắc tại Houston                                     |
| Hoa Kỳ     | Los Angeles                | Phòng Giáo dục, Văn phòng Kinh tế và Văn hóa Đài Bắc tại Los Angeles                                 |
| Hoa Kỳ     | San Francisco              | Phòng Giáo dục, Văn phòng Kinh tế và Văn hóa Đài Bắc tại San Francisco                               |
| Paraguay   | Asunción                   | Văn phòng Tham tán Giáo dục, Đại sứ quán Trung Hoa Dân Quốc tại Paraguay                             |
| Nga        | Moskva                     | Phòng Giáo dục, Văn phòng đại diện tại Moskva cho Ủy ban Điều phối Kinh tế và Văn hóa Đài Bắc-Moskva |
| Pháp       | Paris                      | Phòng Giáo dục, Văn phòng đại diện Đài Bắc tại Pháp                                                  |
| Bỉ         | Bruxelles                  | Phòng Giáo dục, Văn phòng đại diện Đài Bắc tại EU và Bỉ                                              |
| Đức        | Berlin                     | Phòng Giáo dục, Cơ quan đại diện Đài Bắc tại Cộng hòa Liên bang Đức                                  |
| Anh Quốc   | Luân Đôn                   | Phòng Giáo dục, Văn phòng đại diện Đài Bắc tại Anh Quốc                                              |
| Áo         | Viên                       | Phòng Giáo dục, Văn phòng Kinh tế và Văn hóa Đài Bắc tại Áo                                          |
| Thụy Điển  | Stockholm                  | Phòng Giáo dục, Phái đoàn Đài Bắc tại Thụy Điển                                                      |
| Ba Lan     | Warszawa                   | Phòng Giáo dục, Văn phòng đại diện Đài Bắc tại Ba Lan                                                |
| Nhật Bản   | Tokyo                      | Phòng Giáo dục, Văn phòng Kinh tế và Văn hóa Đài Bắc tại Nhật Bản                                    |
| Nhật Bản   | Ōsaka                      | Văn phòng Kinh tế và Văn hóa Đài Bắc tại Osaka                                                       |
| Nhật Bản   | Fukuoka                    | Văn phòng Kinh tế và Văn hóa Đài Bắc tại Fukuoka                                                     |
| Singapore  | Singapore                  | Phòng Giáo dục, Văn phòng Kinh tế và Văn hóa Đài Bắc tại Singapore                                   |
| Hàn Quốc   | Seoul                      | Phòng Giáo dục, Phái đoàn Đài Bắc tại Hàn Quốc                                                       |
| Ấn Độ      | New Delhi                  | Phòng Giáo dục, Văn phòng Kinh tế và Văn hóa Đài Bắc tại New Delhi                                   |
| Malaysia   | Kuala Lumpur               | Phòng Giáo dục, Văn phòng Kinh tế và Văn hóa Đài Bắc tại Malaysia                                    |
| Úc         | Barton, Lãnh thổ Thủ đô Úc | Phòng Giáo dục, Văn phòng Kinh tế và Văn hóa Đài Bắc tại Úc                                          |
| Thái Lan   | Bangkok                    | Văn phòng Kinh tế và Văn hóa Đài Bắc tại Thái Lan                                                    |
| Việt Nam   | Thành phố Hồ Chí Minh      | Văn phòng Kinh tế và Văn hóa Đài Bắc tại Thành phố Hồ Chí Minh                                       |
| Trung Quốc | Hồng Kông                  | Văn phòng Kinh tế và Văn hóa Đài Bắc tại Hong Kong                                                   |
| Indonesia  | Jakarta                    | Văn phòng Kinh tế và Thương mại Đài Bắc, Jakarta, Indonesia                                          |

## Di chuyển tới trụ sở
Tại Đài Bắc, có thể đi bộ từ ga MRT Bệnh viện Đại học quốc lập Đài Loan của tuyến Đạm Thủy-Tín Nghĩa thuộc hệ thống đường sắt đô thị Đài Bắc.